# Hugo Demarco
Hugo Demarco (Buenos Aires, 1932 - París, 1995) fue un pintor cinético y escultor francés de origen argentino.

## Datos biográficos
Hugo Demarco nació en Buenos Aires, pero vivió y trabajó muchos años en París, donde se unió a una comunidad de pintores expatriados sudamericanos, como Julio Le Parc y Jesús Rafael Soto.
En la ciudad de Buenos Aires pasó su infancia y la etapa de formación artística. Estudió en la Escuela Nacional de Bellas Artes "Prilidiano Pueyredón" y en la Escuela Superior de Bellas Artes "Ernesto de la Cárcova". Terminó sus estudios como docente de dibujo, grabado y pintura y ejerció la profesión de docente hasta 1957.
Se trasladó a París y en 1960 preparó una exposición y firmó el acta de fundación del Groupe de Recherche d'Art Visuel o GRAV junto a Héctor García Miranda, Horacio García Rossi, Julio Le Parc, Francisco Sobrino, François Morellet y Vera Molnár, entre otros. En los años 1960, 1961 y 1967 tuvo importantes exposiciones individuales en la galería Denise René en París. En 1962 ganó una beca del gobierno francés para continuar con su trabajo artístico. En 1968 participó con objetos cinéticos en el espacio de la Documenta IV en Kassel, Alemania.
Recorrió el mundo con su arte y presentó muchas exposiciones individuales de sus obras, especialmente entre los años 1961 y 1989. Su obra continuó exhibiéndose, a menudo conjuntamente con sus amigos de América del Sur: Julio Le Parc, Jesús Rafael Soto, Horacio Garcia Rossi, y Carlos Cruz-Diez.
En 1962 ganó una beca del gobierno francés para continuar con su trabajo artístico.
Hugo Demarco fue profesor de Pintura y artes gráficas en Buenos Aires.
Algunas de sus obras inacabadas se encuentran en la actualidad en fase de restauración y pronto estarán disponibles para su exhibición.
Además de su carrera artística, fue entrenador del equipo de rugby del club "Université de París".

## Obras
Su trabajo como pintor se ocupa en gran parte del color y el movimiento, dentro de las bases del arte cinético. La simbiosis entre pintura y movimiento mecánico mediante motores consiguen engañar la percepción del espectador. Demarco es conocido por su singular uso de la luz ultravioleta (luz negra), para lograr figuras coloreadas. Como artista cinético se enfoca en primeros planos de elementos plásticos y los problemas que estos representan. Demarco trabaja constantemente con la integración del tiempo, su desmaterialización y la tentativa de generar volúmenes. Demarco focalizó su trabajo en fenómenos de vibración y experimentó con volúmenes usando cajas con motores o sin ellos. De igual manera, utilizó la escultura de ensamble de objetos, con relación a la forma y al espacio.
Espacio Dinámico marca el inicio de una segunda etapa del trabajo de Demarco, pasando de la superficie plana al volumen cúbico. En esta obra integra cajas con dos tramas superpuestas. El pequeño formato la misma contiene acrílico con el metal, que con la incidencia de la luz ambiente, se genera una multiplicación visual que hace que necesite el desplazamiento del espectador.
Hugo Demarco nunca dejó de crear y aún hoy sus obras están expuestas en colecciones públicas (museos) y en exposiciones temáticas en las que habitualmente aparece junto a Julio Le Parc, Horacio García Rossi, Jesús Soto y Carlos Cruz-Díez.
En el plano escultórico, Hugo Demarco, se dedicó al ensamblaje de objetos.